# 多讷洛瓦
多讷洛瓦（法語：Donneloye）是瑞士联邦西部法语区的沃州下设的一个镇。在行政上属于沃州北汝拉区管辖。多讷洛瓦的总面积为6.62平方公里。截至2010年底，总人口为598。

## 地理
芒居河（la Mentue）从多讷洛瓦的南部穿过，并成为一段西侧边界。